# Acioa dichotoma
Espèce
Statut de conservation UICN

 CR A1c, B1+2c : 
En danger critique
Acioa dichotoma est une espèce d'arbre appartenant à la famille des Chrysobalanaceae et originaire du Nigeria.

## Répartition
Cet arbre est endémique à la région de Eket au Nigeria, dans les forêts de plaine. L'espèce est probablement disparue du fait de la destruction de l'habitat par l'exploitation pétrolière.